# Three Mounted Men
Three Mounted Men (por su traducción: Tres hombres montados) es una película wéstern muda estadounidense de 1918 dirigida por John Ford (acreditado como Jack Ford) y protagonizada por Harry Carey. La película se considera perdida.

## Trama
Como se describe en una revista de cine, A Cheyenne Harry (Carey) se le promete su libertad de prisión si captura "vivo o muerto" a Buck Masters (Harris), un personaje desesperado e inútil. Harry está de acuerdo, y en poco tiempo se ha ganado la confianza del hombre malo y aceptan asaltar la diligencia nocturna. Harry avisa al sheriff y atrapan al duro. Luego, Harry descubre que esto le ha robado a una niña pobre, Lola (Gerber), y a su madre (Lafayette) su único apoyo. Harry cede y, con sus dos amigos, secuestran al ladrón del coche del sheriff y se lo llevan. Harry se marcha para comenzar una nueva vida con Lola, la hermana del forajido.

## Elenco
- Harry Carey como Cheyenne Harry
- Joe Harris como Buck Masters
- Neva Gerber como Lola Masters
- Harry Carter como el hijo del guardián
- Ruby Lafayette como la Mrs. Masters
- Charles Hill Mailes como director
- Sra. Anna Townsend como la madre de Harry
- Ella Hall como papel indeterminado

## Recepción
Como muchas películas estadounidenses de la época, Three Mounted Men fue objeto de recortes por parte de las juntas de censura cinematográfica municipales y estatales. Por ejemplo, la Junta de Censores de Chicago exigió un corte, en el carrete 1, de la última escena de asfixia, carrete 2, la segunda parte de la carta que comienza con "Si intentas atraparme", etc., carrete 4, una escena de una mujer joven en el bar, carrete 5, los dos intertítulos "Voy a demostrar que soy tu amiga", etc. y "El escenario llegará a Red Gulch a las nueve en punto", y, carrete 6, el primer atraco escena.